# Çankaya

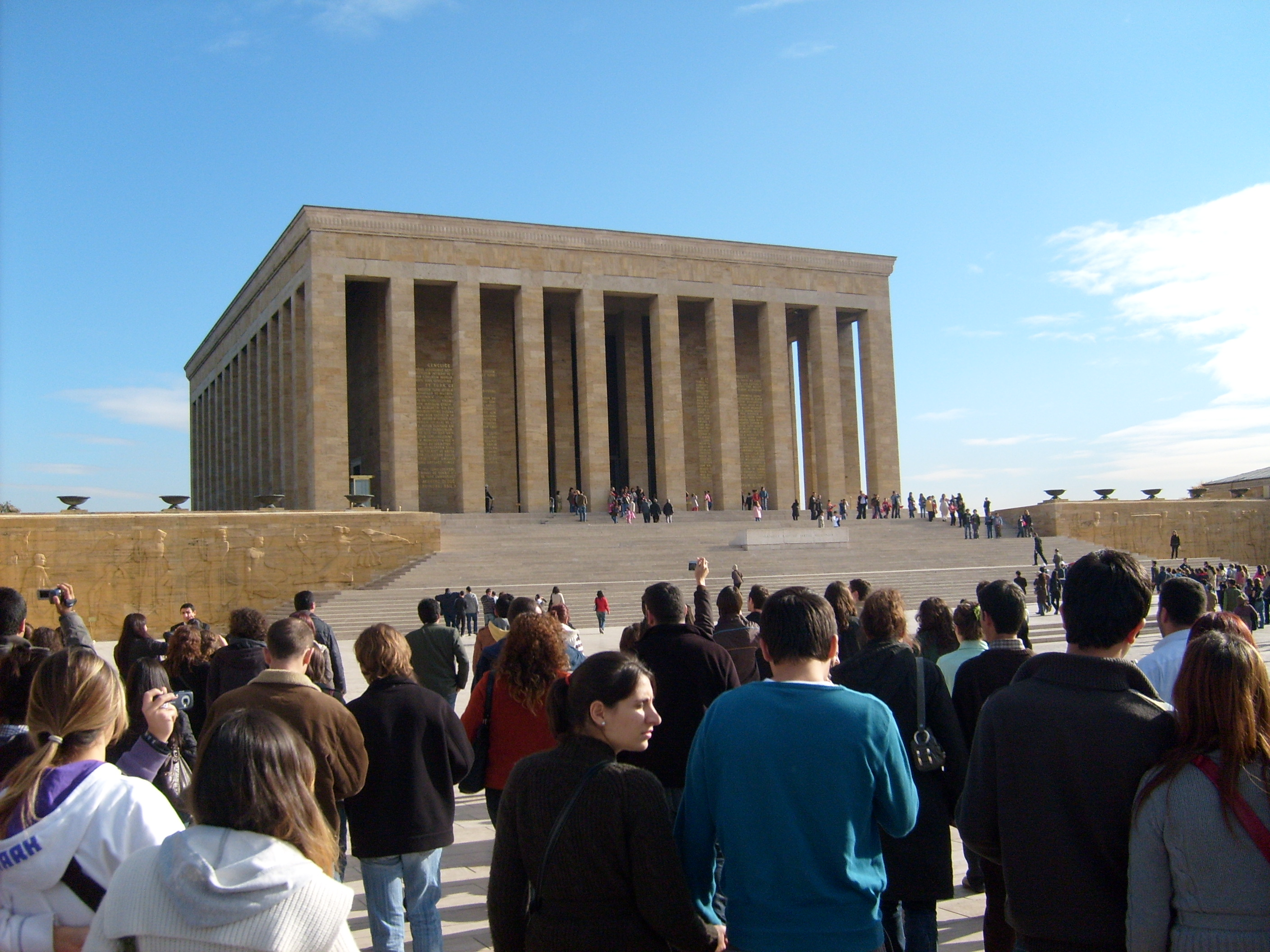
Anıtkabir, al 2007

Çankaya és una comuna de la capital turca, Ankara. Constitueix un districte de la província d'Ankara i és un ajuntament dins de la ciutat metropolitana. Çankaya es troba al sud-oest de la ciutat, i al centre de la província, juntament amb les comunes de Yenimahalle i Gölbaşı. La seva superfície és de 464,08 km², a uns 1.000 m d'altitud, i és el districte més poblat del país amb 922.536 persones inscrites el 2015. Al llarg del dia la població es duplica, arribant a un moviment de dos milions de persones.

## Barris i edificis

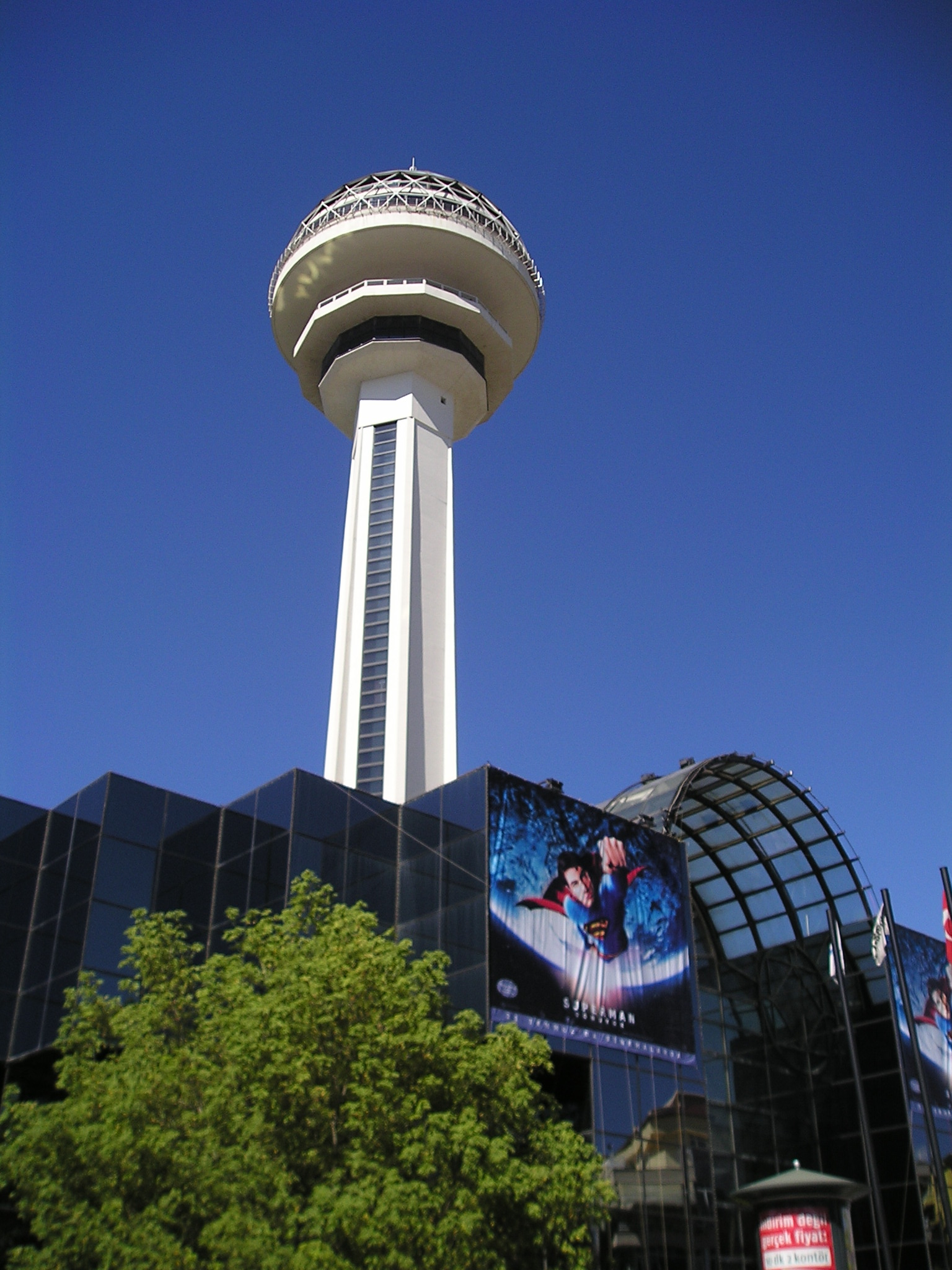
Atakule, barri de "Çankaya" a Çankaya.

Çankaya té una gran extensió d'est a oest, i comprèn des dels barris antics com Cebeci i Dikimevi, a l'est, fins als barris-ciutats dormitoris de la carretera a Eskişehir a l'oest, passant pel nou centre-vila (Yenişehir) mateix de la ciutat, o Plaça de Kızılay. Compta amb 124 mahalles. El districte alberga barris tant cèntrics i comercials com Kızılay o residencials com Gaziosmanpaşa, Kavaklıdere, Bahçelievler, o el barri homònim de Çankaya. Moltes institucions estatals, com la Gran Assemblea Nacional, el parlament de Turquia, i els ministeris, i altres entitats culturals així com diverses universitats, es troben dins del districte de Çankaya. També es troba el palauet o la casona de Çankaya, Çankaya Köşkü, residència presidencial des de l'inici de la república fins al 2015, avui pertanyent al primer ministeri del país. Altrament, Anıtkabir, el mausoleu d'Atatürk, també es troba a Çankaya, en el barri d'Anıttepe.

## Parcs i carrers

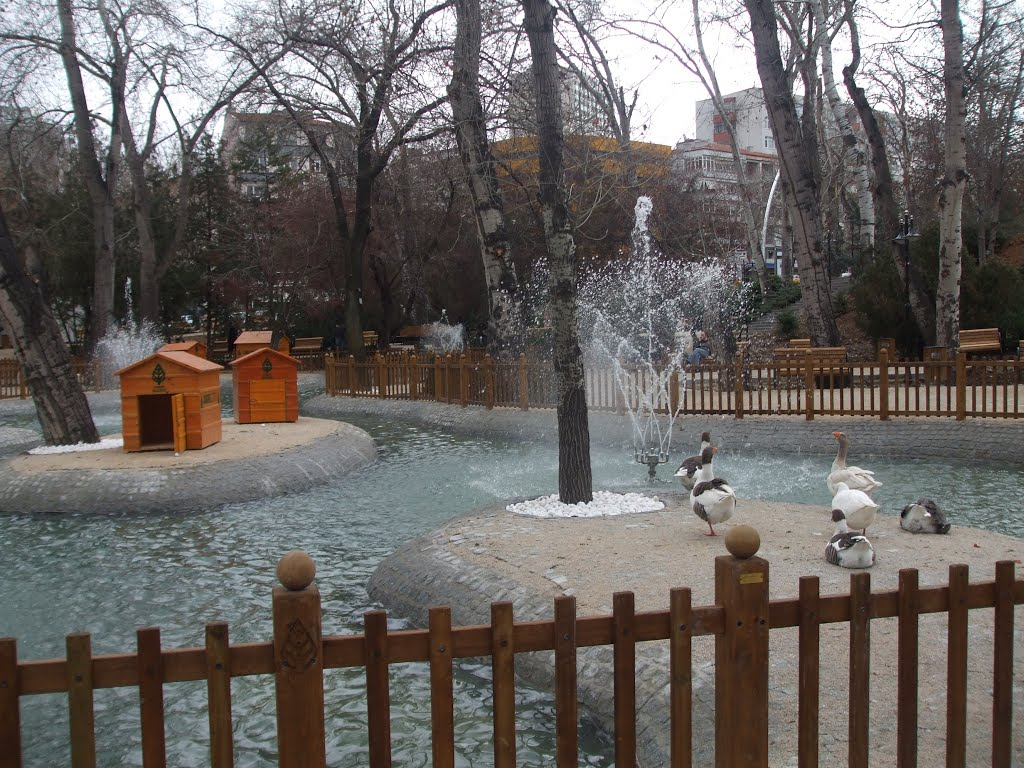
Kuğulu Park (Parc de cignes) a Kavaklıdere.

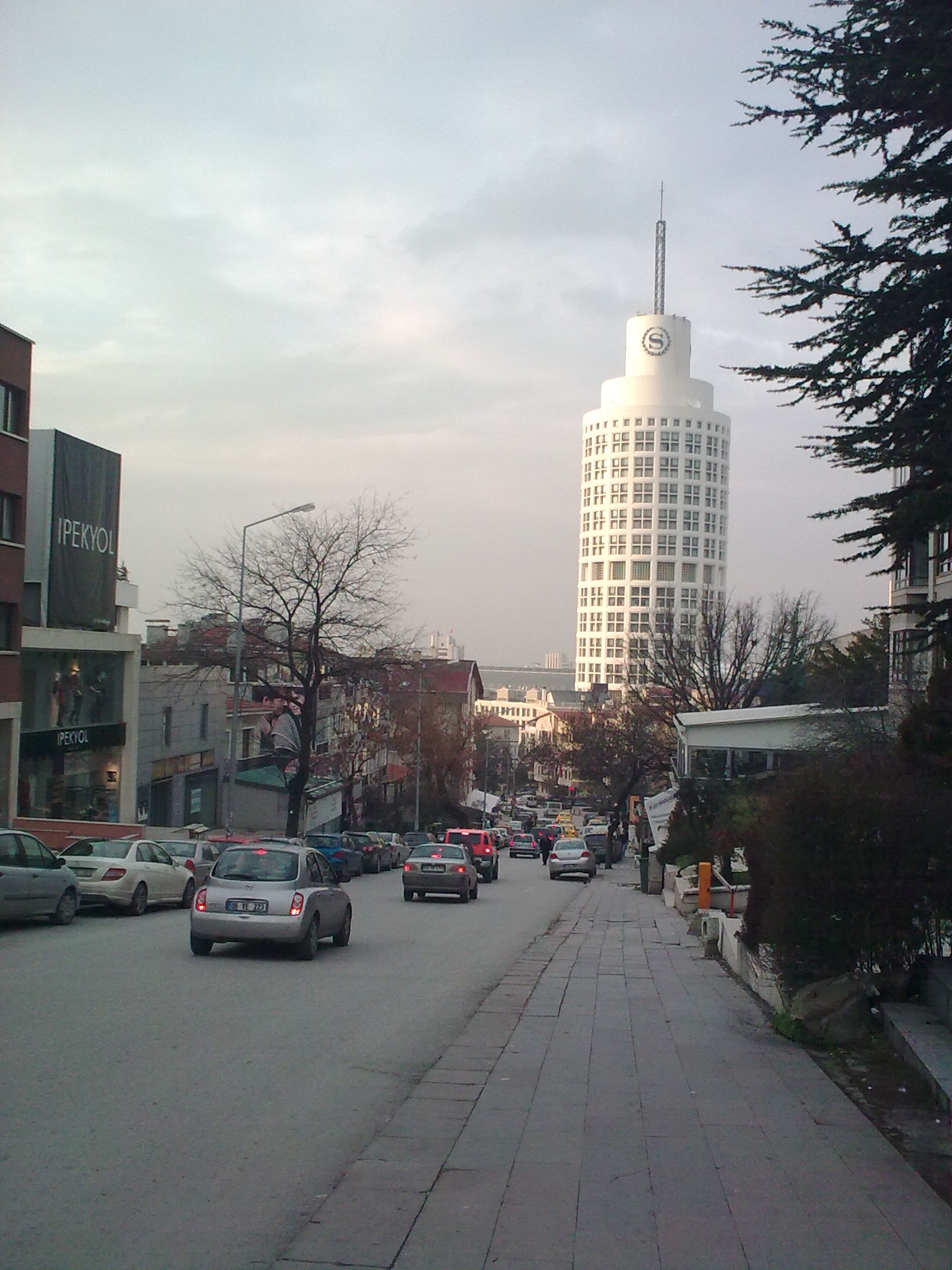
Arjantin Caddesi, o Avinguda Argentina, que uneix els barris de Gaziosmanpaşa i Kavaklıdere.

El carrer més gran i conegut d'Ankara, el Passeig Atatürk, recorre gran part del districte, començant a Atakule, una torre comercial amb un restaurant rotatori, al barri de Çankaya, fins a la Plaça de Kızılay, i segueix en el districte d'Altındağ. Entre els parcs més coneguts de Çankaya es troben Kuğulu Park, Botanik Parkı, Seğmenler Parkı i Güvenpark.

## Activitat comercial

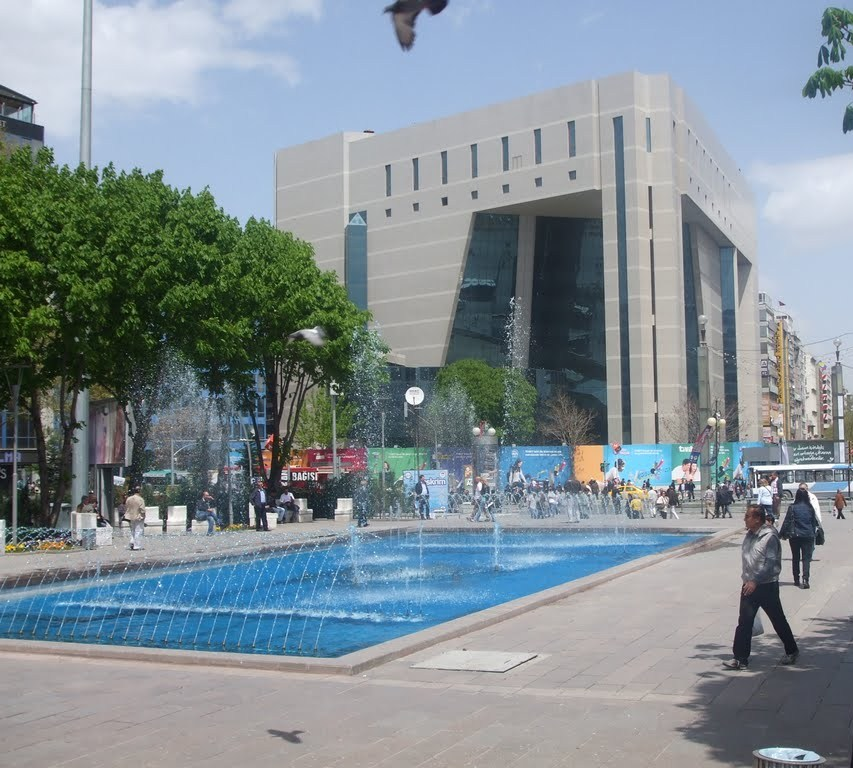
Kızılay AVM (centre comercial) vist des del Güvenpark, a Kızılay.

Hi ha grans hotels com el Hilton, Sheraton, Mövenpick i Swiss Hotel a Çankaya. El districte compta també amb diversos centres comercials com Karum, Panora, 365 AVM, Foursquare, Next Level, Armada, Kızılay i altres. Atakule (el nom significa castell Atatürk), és el primer centre comercial d'Ankara que es troba en reconstrucció, conservant només el castell i el restaurant giratori al seu interior.

## Cultura, educació i religió

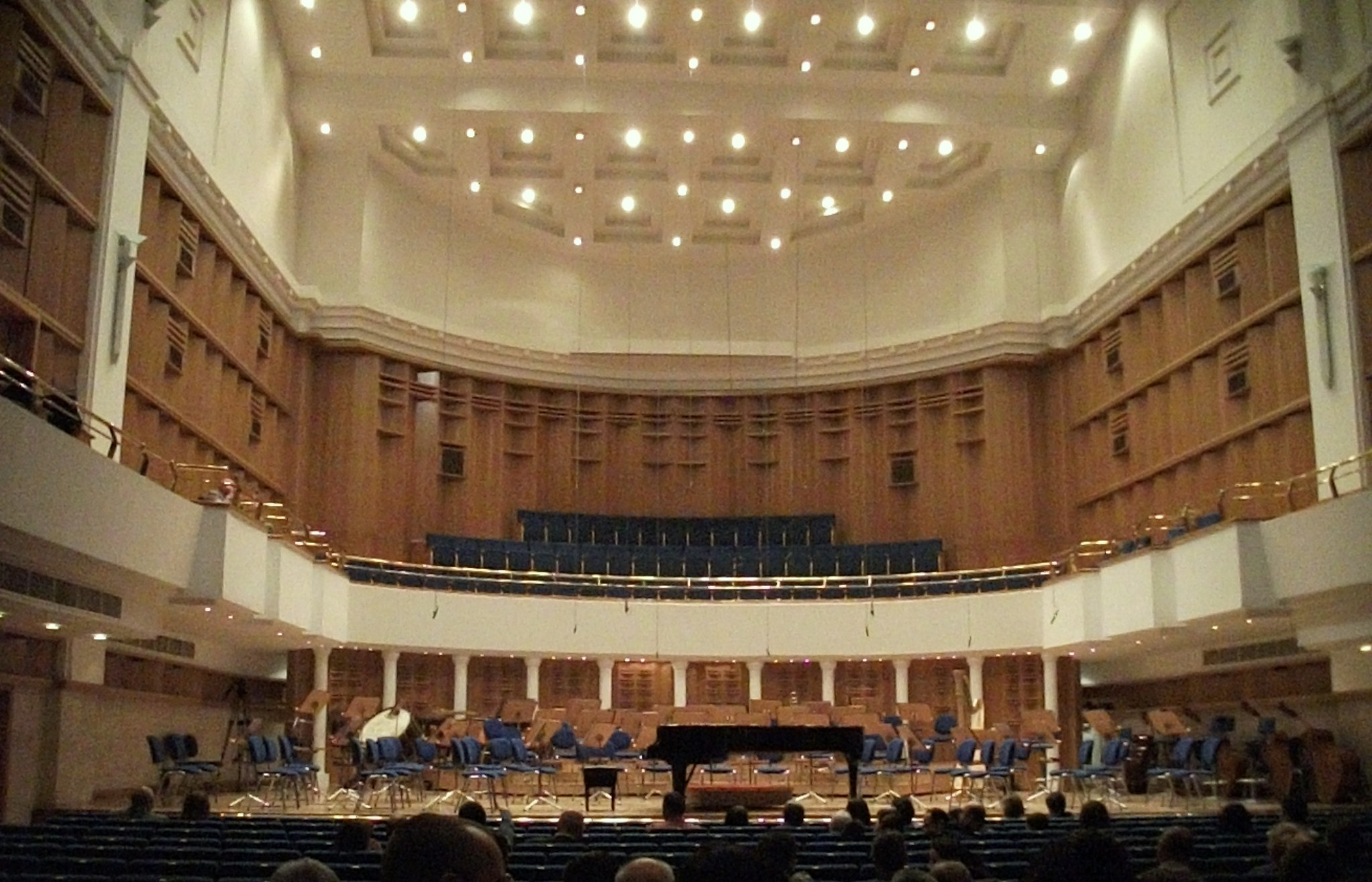
L'auditori de la Universitat Bilkent, on Bilkent Senfoni Orkestrası ofereix concerts.

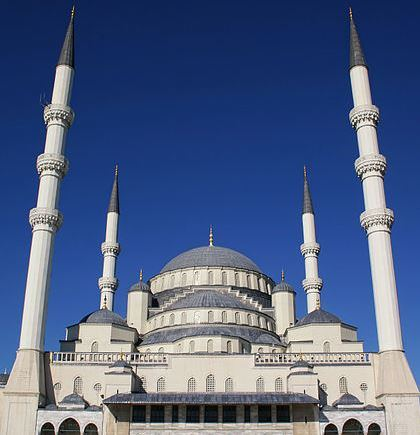
Mesquita Kocatepe, a Kocatepe, al sud-est de Kızılay.

Hi ha diversos teatres, centres culturals, universitats, i museus, com l'Anıtkabir i Atatürk ve Kurtuluş Savaşı Müzesi (Museu de la Guerra de Lliberació i d'Atatürk) dins del mateix complex de mausoleu, o Pembe Köşk (la Casona Rosada o la casa de İsmet İnönü, segon president del país). Les universitats d'Ankara, Bilkent, Çankaya, Gazi i ODTÜ tenen els seus campus -totalment o parcialment- a Çankaya. La mesquita més gran d'Ankara, Kocatepe, també es troba al districte de Kocatepe, dins del barri de Kızılay. Una de les dues grans esglésies catòliques a Ankara, Meryem Ana (Mare Maria) es troba al mahalle Birlik de Çankaya.

## Esports
Els estadis i salons esportius d'Ankara es troben, tradicionalment, al barri de Ulus, en el centre antic de la ciutat, fora de Çankaya. A Çankaya existeix només un gran saló esportiu, TOBB ETÜ Spor Salonu, a Söğütözü, un barri en el camí a Polatlı i Eskişehir. Kavaklıdere Tenis Kulübü, el club més antic de tennis d'Ankara i un dels més antics clubs esportius de la capital turca que va ser fundat l'any... en els temps d'Atatürk. Hi ha d'altres clubs esportius a Çankaya com el liceu Bahçelievler Deneme Anadolu Lisesi, campió mundial de futbol juvenil el 2015-16.